# 1945 au Yukon
Chronologie du Yukon
- 1941
- 1942
- 1943
- 1944
- 1945
- 1946
- 1947
- 1948
- 1949

Cette page concerne des événements d'actualité qui se sont produits durant l'année 1945 dans le territoire canadien du Yukon.

## Politique
- Chef exécutif : George A. Jeckell
- Législature : 13e

## Événements
- 11 juin : Les libéraux de Mackenzie King remportent l'élection fédérale avec 118 députés élus. Les conservateurs en obtiennent 66, le CCF 26, les créditistes 13 et le Bloc populaire 2. Dans la circonscription du territoire du Yukon, le conservateur et ex commissaire George Black est réélu face à l'ouvrier Tom McEwen (en) et du socialiste Clive Hunter Cunningham.

## Naissances
- Ron Veale, chef du Parti libéral du Yukon.
- 11 février : Tony Penikett, premier ministre du Yukon.
- 20 mars : John Devries (en), député territoriale du Lac Watson (1989-1996) et 4e président de l'Assemblée législative du Yukon.
- 2 juillet : Ron Ferris (en), prêtre.